# Gökçeahmet, Akhisar
Gökçeahmet là một xã thuộc huyện Akhisar, tỉnh Manisa, Thổ Nhĩ Kỳ. Dân số thời điểm năm 2011 là 1.069 người.